# Râul Valea Vinului, Cormaia
Râul Valea Vinului este un curs de apă, afluent al râului Cormaia.

## Hărți
- Harta Munții Rodnei  Arhivat în 22 iulie 2020, la Wayback Machine.
- Harta Munții Rodnei